# Thelonious
Thelonious (engelska; Thelonious Monk: Straight, No Chaser) är en amerikansk dokumentärfilm från 1988 om bebop -pianisten och kompositören Thelonious Monks liv. Den är regisserad av Charlotte Zwerin och innehåller liveframträdanden av Monk och hans grupp, och postuma intervjuer med vänner och familj.  Filmen skapades efter att en stor mängd arkiverade bilder av Monk hittades på 1980-talet. 
Filmen, gjord av Clint Eastwoods produktionsbolag Malpaso Productions, distribueras av Warner Bros. Eastwood är exekutiv producent för filmen.
2017 valdes filmen ut för att bevaras i United States National Film Registry av Library of Congress som "kulturellt, historiskt eller estetiskt betydelsefull".